# ويليام هيوم
ويليام هيوم هو سياسي جنوب أفريقي، ولد في يونيو 1837، وتوفي في 2 مارس 1916.